# Penne colorate/Furia soldato
Penne Colorate/Furia soldato è un singolo di Mal,  pubblicato nel 1977 dalla Dischi Ricordi.

## Lato A
Il singolo, scritto da Silvestro Longo, su musica di Adelmo Musso e lo stesso Mal, è stato ispirato dalla serie televisiva "Furia". Nel singolo è presente il Coro I Nostri Figli di Nora Orlandi.

## Lato B
Sul lato b è incisa "Furia soldato", brano utilizzato come seconda sigla e pubblicato nello stesso anno come lato a del singolo Furia soldato/Furia e la bella Marilù. 